# Symphorichthys spilurus
Symphorichthys spilurus è un pesce di acqua salata, comunemente chiamato lutiano blu e oro, che appartiene alla famiglia dei Lutjanidae. È l'unico pesce appartenente al genere Symphorichthys.

## Descrizione
La sua livrea è molto colorata, prevalentemente di colore giallo, con della linee orizzontali blu o azzurre lungo tutto il corpo. Sono presenti altre linee arancioni o scure vicino agli occhi. Inoltre presenta una macchia scura all'altezza della coda. La sua forma è tondeggiante appena appiattito. Molto particolare sono le sue pinne dorsali e quella anale, poiché sono a forma di lunghi filamenti sottili molto allungate. Quando ancora giovani, la loro colorazione è molto semplice, e va dal marrone chiaro al bianco, con strisce scure. Gli adulti possono raggiungere gli 80 cm di lunghezza massima

## Habitat e comportamento
Spesso solitario, vive nelle vicinanze delle barriere coralline dell'oceano Pacifico orientale e delle coste di Sumatra e del Borneo, in acque profonde dai 5 ai 60 metri. Inoltre è molto vorace e si nutre specialmente di pesci, crostacei e molluschi più piccoli della sua bocca.

## Acquariofilia
È un ospite graditissimo negli acquari pubblici per la sua robustezza, per la sua variopinta livrea e per le sue grandi dimensioni. Ma per quanto riguarda gli acquari privati è praticamente impossibile il suo impiego data la sua incredibile voracità, ed essendo sempre affamato, può creare dei problemi con gli altri pesci e può sporcare molto velocemente l'acqua.